# Makrygiánnis (Réthymnon)
Makrygiánnis, en grec moderne : Μακρυγιάννης, est un village du dème de Mylopótamos, en Crète, en Grèce. Selon le recensement de 2011, la population de Makrygiánnis compte 30 habitants. Il est situé à une altitude de 275 m et à une distance de 45 km de Réthymnon.